# Fernando Sebastián Aguilar
Fernando Sebastián kardinál Aguilar CMF (14. prosince 1929, Calatayud, Španělsko – 24. ledna 2019 Málaga) byl španělský římskokatolický kněz, emeritní arcibiskup pamplonsko-tudelský a od roku 2014 kardinál.

## Studium a kněžství
Studoval na Instituto de Enseñanza Media v rodném městě. Roku 1945 vstoupil ke klaretiánům ve Vicu. Sliby složil dne 8. září 1946. Filosofii a teologii studoval v Klaretiánském semináři v Solsoně a ve Vallsu. Na kněze byl vysvěcen 28. června 1953 kardinálem Benjamínem Arriba y Castro arcibiskupem Tarragony. Roku 1956 byl poslán do Říma aby se specializoval v teologii a poté odešel do Belgie studovat na Katolické Univerzitě v Louvain, kde získal kurzy v současné filosofii, fundamentální teologie a pastorace ze svátostí. Dále získal doktorát z teologie na Papežské univerzitě Tomáše Akvinského v Římě. Působil jako profesor teologie v Klaretiánském semináři ve Vallsu a roku 1967 byl profesorem Papežské univerzity v Salamance. Roku 1970 byl jmenován děkanem Teologické fakulty a byl také rektorem celé univerzity.

## Biskup a kardinál
Dne 22. srpna 1979 byl jmenován biskupem diecéze León a tuto funkci vykonával až do 28. července 1983. O pět let později 8. dubna 1988 byl jmenován arcibiskupem koadjutorem arcidiecéze Granada. Tento úřad měl až do 26. března 1993 kdy byl ustanoven metropolitním arcibiskupem pamplonsko-tudelským. Na tuto funkci rezignoval 31. července 2007. Jeho nástupcem se stal Mons. Francisco Pérez González. Dne 22. února 2014 jej papež František jmenoval kardinálem.